# Frances Arnold
Frances Arnold   (Pittsburgh, 25 de juliol de 1956) és una científica i enginyera estatunidenca internacionalment reconeguda per liderar mètodes d'evolució dirigida per a crear sistemes biològics útils, incloent-hi enzims, circuits reguladors genètics i organismes. És professora d'enginyeria química, bioenginyera i bioquímica a l'Institut de Tecnologia de Califòrnia, on estudia l'evolució i les seves aplicacions en la ciència, la medicina, la química i l'energia. Es va llicenciar en mecànica i enginyeria aeroespacial a la Universitat de Princeton el 1979 i el seu doctorat en enginyeria química per la Universitat de Califòrnia, Berkeley. Posteriorment hi va treballar en la mateixa universitat fent tasques de post-doctorat fins que es va traslladar a Caltech el 1986. Fou guardonada el 2018 amb el Premi Nobel de Química.

## Premis
- Honorary Degree com a Doctora en ciències per l'ETH Zürich (2015)[1]
- Medalla nacional de Tecnologia i Innovació[2] (2013)
- Premi Charles Stark Draper (2011)
- Premi Nobel de Química (2018)